# Большой Гобийский заповедник
Большо́й Гоби́йский запове́дник (монг. Говийн Их дархан цаазат газар) — заповедник на западе Монголии, близ границы с Китаем.
Заповедник был создан в 1975 году на территории аймаков Ховд, Говь-Алтай и Баянхонгор. Два участка находятся на территории Заалтайской — кластер А и Джунгарской Гоби — кластер Б.
Площадь заповедника составляет 5,3 млн га, что делает его одним из крупнейших в мире. Здесь охраняются уникальные пустынные и горностепные ландшафты, в первую очередь местообитания редких видов центральноазиатской пустынной фауны — дикого верблюда, кулана, джейрана, медведя-пищухоеда, сибирского козерога, дрофы-красотки и другие.